# Castle of Magic
Castle of Magic (рус. Замок Магии) — игра-платформер, разработанная и опубликованная компанией Gameloft, где задача главного героя — вызволить свою подругу из рук злого волшебника. Её первый выпуск состоялся на платформе Java в 2008 году, а также на iOS, Nintendo DSi в 2009 году. Обычно её прохождение занимает около трёх часов. Подходит как новичкам, так и любителям жанра. Также  обладатель премии IGN Game Awards 2008: «Лучшая Платформенная Игра, беспроводной девайс».

## История создания

### 2008 Mobile Game
Castle of Magic запущена в качестве мобильной игры, созданной в сентябре 2008 года. Она подняла качество платформеров на мобильный, как никогда прежде, особенно с её инновационного материала «Simulator». Это воспроизводило на то, как различные материалы реагировали на движения невероятным образом, который дал каждой из игры среде неповторимые ощущения:

Отличный платформер, который поглощает все знаковые старые трюки, становится современным, классическим себе в процессе. Почти так же хорошо, как он получает.
Оригинальный текст (англ.)Great platformer, which absorbs all the iconic old tricks, becoming a modern classic itself in the process. Almost as good as it gets. 
Pocket Gamer, 9/10.

### 2009 iPhone Game
После долгой критики разработчики решили создать версию для iPhone и iPod Touch, которая будет запущена в июне 2009 года. Все среды были воспроизведены в великолепной 3D-графике и контроль был основан на прикосновение и использование акселерометра.

### 2009 DSi Game
В ноябре разработчики планируют запустить адаптацию игры для Nintendo DSi системы, которая специально разработана для игры-платформера. Они знали, что для того, чтобы довести игру до нового волшебного саммита дополнительных функций, включили никогда прежде невиданное использование Nintendo DSi Camera.

## Сюжет
Действие происходит на пляже. Персонажи этой игры — мальчик и девочка, заскучав от сломанной видеоигры, решили найти себе новое занятие. И вот они находят сундук. Но они не ожидали, что сундук сам по себе откроется: он оказался волшебным. После этого они попадают в волшебный мир, полный разных таинственностей и опасностей. Там злой волшебник похищает его подругу, а сам мальчик превращается в мага. Тот предлагает ему пройтись по всем мирам, чтобы в последнем победить его самого. Когда он исчез вместе с девочкой, мальчик увязался за ним следом.

## Прохождение
И начинается прохождение, где нужно пройти 5 миров. В каждом мире — по 4 уровня (3 для прохождения и последний для сражения с боссом). Первый мир — Зелёный лабиринт, второй — Корабль пиратов, третий — Страна кексов, четвёртый — Ледяной мир и последний — Космос. Главный герой должен собирать алмазы по пути, чтобы сохранять жизнь. А если он коснётся врага, то получит травму и камушки просто разлетятся в разные стороны. В мирах присутствуют потайные двери, где можно собирать бонусы. Уязвимые места боссов нетрудно увидеть каждому. Например, лиственного босса можно победить, прыгнув или ударив по нему в тот момент, когда он устанет. В некоторых мирах сильно действуют законы физики. К примеру, в мире льда мальчик будет скользить. Кстати, персонаж может превращаться в разные создания — в Зелёном лабиринте — в охотника, в сладком мире — в толстяка и т.д. Победить самого волшебника сложнее всего: от победы над ним отделяют дополнительные уровни в центре замка (в том числе и дракон, на котором он будет стоять, чтобы усложнить задачу на втором этапе во время финальной битвы). Но их пройти не составит особого труда, если освоены навыки в прошлых уровнях.

### Графика
Графика в версии Java оригинальная, красочная, немного простовата. В версии iOS 2D-графика, выполненная 3D-эффектами. В Nintendo DSi версии графика полностью смоделирована в 3D.

## Castle of Magic 2
Разработчики планировали выпустить сиквел как для iOS, так и для Nintendo DSi. Обещали, что она появится в App Store в январе 2010 года, как только они её доработают. И в итоге её релиз закончился провалом.